# Pyl (Adelsgeschlecht)

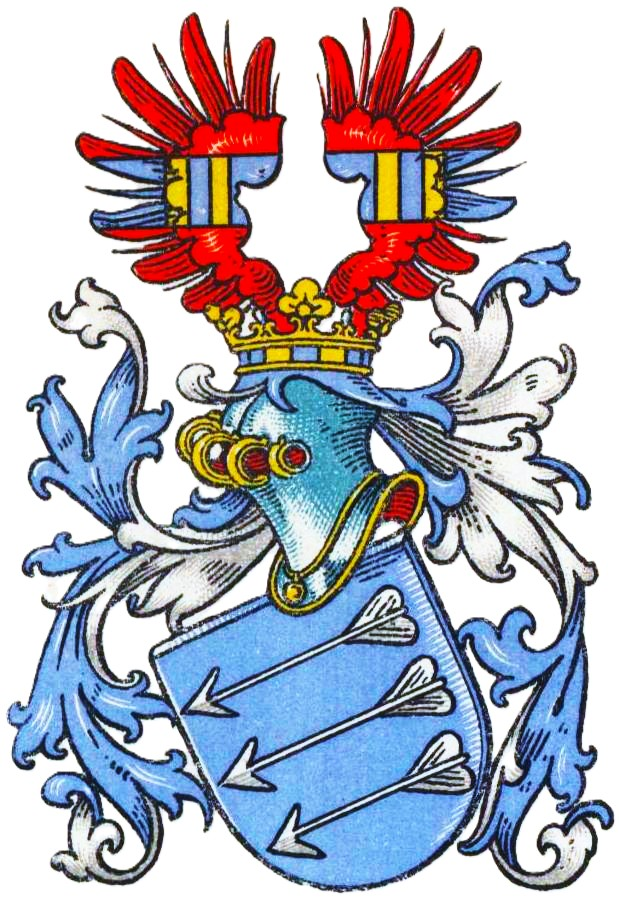
Wappen derer von Pyl im Wappenbuch des Westfälischen Adels

Pyl (auch Piel) ist der Name eines niedersächsischen Adelsgeschlechts.
Die Familie ist zu unterscheiden von der gleichnamigen, wappenverwandten Gelehrtenfamilie Pyl aus Vorpommern. Eine Stammesverwandtschaft ist nicht nachgewiesen.

## Geschichte
Das Geschlecht stammt aus dem Emsland. Um 1490 erscheint ein Gerlach von Pyl als Besitzer eines adeligen Hofs in Meppen, der dort lag, wo sich heute die Hinterstraße 19–20 befindet. Dieser Gerlach war ein Enkel desjenigen Gerlach von Pyl, der in der Zeit von 1430 bis 1446 Amtmann des Emslands und dadurch wohl in Meppen ansässig war. 1438 und 1445 erscheint Amtmann Gerlach von Pyl als Beisitzer im Gericht zu Meppen. Er war verheiratet mit Else von Swartewold, wodurch er in den Besitz eines Teils des Gutes Thuine in der Grafschaft Lingen gekommen war. 1446 vermachten die Eheleute mit ihren Söhnen Gerlach und Matthäus den Küstereien in Meppen und Haselünne je eine Jahresrente von zwei Schillingen, damit an jedem Freitag nach dem Hochamt die große Glocke geleutet werden solle. 1458 erscheint der Amtmann Gerlach von Pyl als verstorben. Seine Witwe Else von Swartewold stiftete um 1470 zusammen mit einem weiteren Sohn der Eheleute, Hermann, eine Memorie. Ihr Sohn Gerlach von Pyl, der mit Lysa von Swartewold verheiratet war, erhielt 1462 die Belehnung mit dem Thuiner Besitz. 1465 wurde er mit dem Burgmannshof in der Steintorstraße 11 sowie einem Haus in Haselünne belehnt. 1458 und 1467 erfolgte seine Belehnung mit dem kleinen Zehnten über den Esch in Haselünne. 1495 wurden Gerlachs und Lysas Söhne Gerlach und Gerhard von Pyl zum Landtag des Hochstifts Münster berufen. 1497 und 1509 erhielt Gerlach, der mit einer von Campe verheiratet war, den Thuiner Lehen. Später, 1511 und 1524, erhielt sein Bruder Gerard/Gerd, Burgmann zu Lingen, die Thuiner Lehen. Mit Gerard von Pyl starb das Geschlecht um 1528 im Mannesstamm im Emsland aus. Seine Witwe Kunigunde wurde in jenem Jahr mit seinen münsterschen Lehen beleibzüchtigt.

## Wappen
Blasonierung des Redenden Wappens: In Blau drei silberne Pfeile übereinander. Auf dem Helm mit blau-silbernen Helmdecken eine goldene Krone, deren Reif mit einem blauen Band belegt ist, das zweimal pfahlweise gold gestreift ist. Darüber ein roter Flug mit blauem Balken, auf welchem zwei goldene Pfähle.